# Мариън (окръг, Мисури)
Окръг Мариън (на английски: Marion County) е окръг в щата Мисури, Съединени американски щати. Площта му е 1150 km², а населението - 28 289 души (2000). Административен център е град Палмира.